# Ramón Méndez (militar)
El General Ramón Méndez fue un militar mexicano conservador del siglo XIX y general de alto rango del emperador Maximiliano.  
El 16 de septiembre de 1865, José María Arteaga y Carlos Salazar hicieron las paces definitivamente en Tacámbaro. A partir de entonces, unieron sus fuerzas e intentaron hacer frente a las fuerzas imperiales del general Ramón Méndez.
Fue durante estas acciones que los generales José María Arteaga y Carlos Salazar fueron capturados en Santa Ana Amatlán por Ramón Méndez, siendo fusilados en Uruapan el 21 de octubre con lo dispuesto al emperador Maximiliano de Habsburgo. Méndez participó en el Sitio de Querétaro, siendo capturado poco después. El general Ramón Méndez fue pasado inmediatamente por las armas sin juicio previo alguno como represalia a los fusilamientos de Arteaga y Salazar el 19 de mayo de 1867.